# Justise Winslow
Justise Jon Winslow (Houston, 26 de março de 1996) é um jogador norte-americano de basquete profissional que atualmente joga pelo Portland Trail Blazers na National Basketball Association (NBA).
Ele jogou basquete universitário pelo Duke Blue Devils e foi selecionado pelo Miami Heat como a 10ª escolha geral no draft da NBA de 2015.

## Carreira no ensino médio
Winslow foi titular por quatro anos na St. John's School em Houston, Texas. Ele foi o Jogador do Ano do Texas em 2013 e teve médias de 27,5 pontos, 13,6 rebotes, 3,5 assistências, 2,1 bloqueios e 1,8 roubos de bola em 2013–14.

## Carreira universitária
Em seus primeiros cinco jogos pelo Duke Blue Devils, Winslow teve médias de 14 pontos e cinco rebotes. O técnico de Duke, Mike Krzyzewski, comparou Winslow a ex-estrela de Duke, Grant Hill.
Em 9 de fevereiro de 2015, Winslow foi nomeado o Novato da Semana da ACC. No Torneio da NCAA, ele teve médias de 14,3 pontos e 9,3 rebotes na trajetória do título nacional. Ele jogou em 39 jogos como calouro e teve médias de 12,6 pontos, 6,5 rebotes, 2,1 assistências e 1,3 roubos de bola em 29,1 minutos.
Em abril de 2015, Winslow se declarou para o draft da NBA, abrindo mão de seus últimos três anos de elegibilidade universitária.

## Carreira profissional

### Miami Heat (2015–2020)

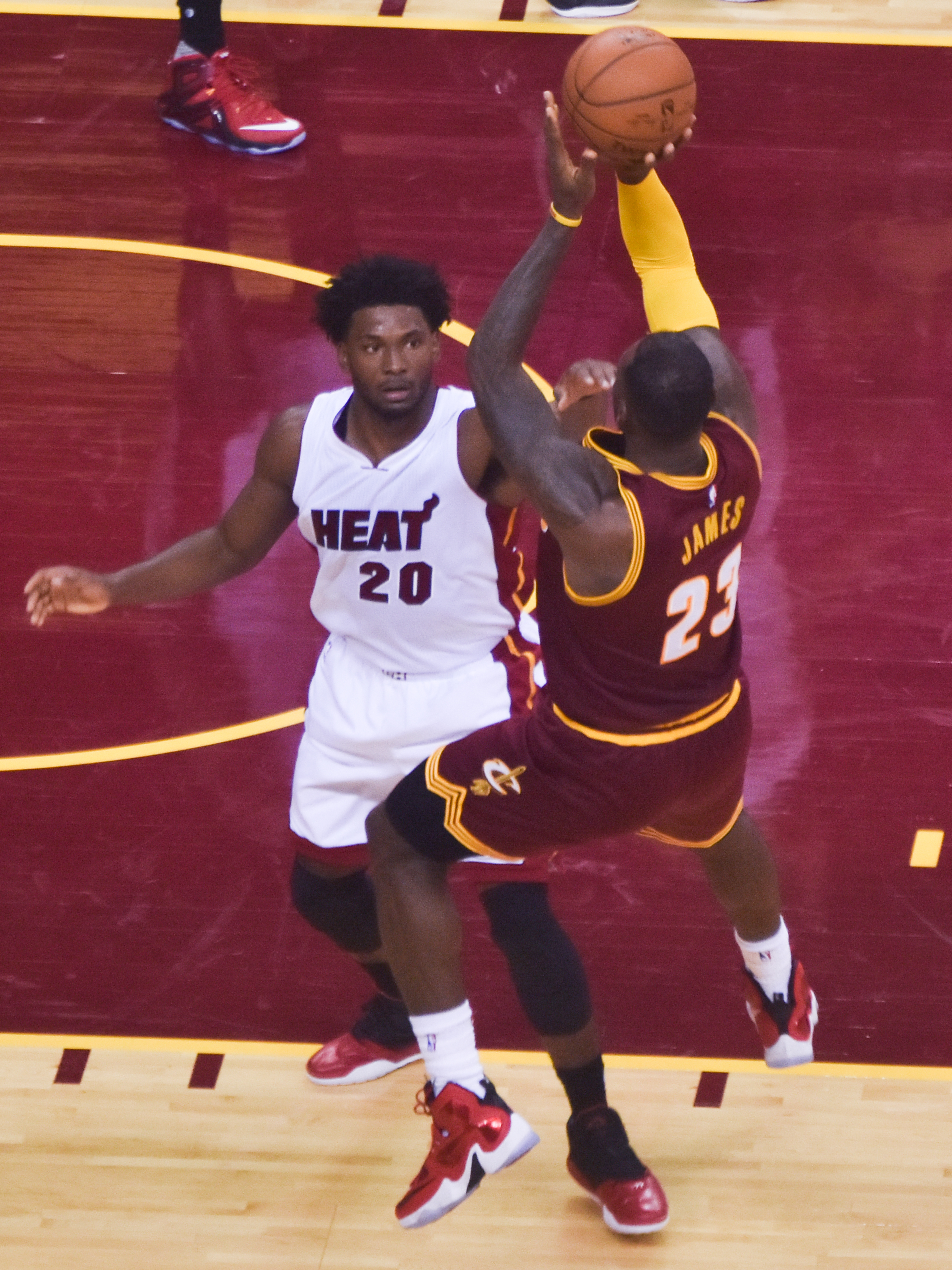
Winslow marcando LeBron James em outubro de 2015

Em 26 de junho de 2015, Winslow foi selecionado pelo Miami Heat como a décima escolha geral no draft da NBA de 2015. Em 3 de julho de 2015, ele assinou um contrato de 2 anos e US$5 milhões com o Heat.
Ele fez sua estreia pelo time contra o Charlotte Hornets em 28 de outubro e registrou cinco pontos e sete rebotes em uma vitória por 104-94. Em 6 de novembro, ele teve 13 pontos e oito rebotes na derrota para o Indiana Pacers. Em 11 de janeiro, ele teve seu primeiro jogo como titular na carreira e registrou sete pontos e três rebotes na derrota para o Golden State Warriors. Em 22 de fevereiro, ele teve 15 pontos, sete rebotes e quatro assistências em 39 minutos na vitória por 101–93 sobre os Pacers. Em 14 de março, ele marcou 20 pontos, o recorde da temporada, na vitória por 124–119 sobre o Denver Nuggets. Durante seu ano de estreia, o técnico Erik Spoelstra sempre chamou Winslow para defender os atacantes mais letais da liga. No final da temporada, ele foi selecionado para a Segunda-Equipe de Novatos.
Winslow foi titular em todos os nove jogos do Heat no início da temporada de 2016-17, antes de perder os próximos 16 jogos com uma dor no pulso esquerdo. Em 22 de dezembro de 2016, ele teve o melhor jogo da temporada com 23 pontos e 13 rebotes na vitória por 115–107 sobre o Los Angeles Lakers, estabelecendo um recorde da carreira em pontos e rebotes. Em 5 de janeiro de 2017, Winslow foi descartado pelo resto da temporada depois de passar por uma cirurgia para reparar um lábio rompido em seu ombro direito.
Winslow jogou em todos os 27 jogos no início da temporada de 2017-18. Ele perdeu 14 jogos devido a uma distensão no joelho entre 15 de dezembro e 10 de janeiro. Em 12 de março, ele registrou 15 pontos e 13 rebotes contra o Portland Trail Blazers. No Jogo 3 da primeira rodada dos playoffs contra o Philadelphia 76ers, Winslow marcou 19 pontos, o recorde da temporada, em uma derrota por 128-108.
Em 3 de novembro de 2018, em seu primeiro jogo como titular da temporada de 2018-19, Winslow registrou 15 pontos, 10 rebotes e oito assistências na derrota por 123-118 para o Atlanta Hawks. Em 10 de dezembro, ele marcou 28 pontos, o recorde de sua carreira, na derrota por 108-105 para o Los Angeles Lakers. Depois que o armador titular Goran Dragić sofreu uma lesão no joelho direito, Winslow foi nomeado armador titular em meados de dezembro. Em 28 de dezembro, ele registrou 24 pontos, 11 rebotes e sete assistências na vitória por 118-94 sobre o Cleveland Cavaliers. Em 10 de janeiro, ele registrou 11 assistências, o recorde de sua carreira, na vitória por 115-99 sobre o Boston Celtics.
Winslow disputou apenas 11 jogos pelo Heat durante a temporada de 2019-20, pois foi afastado das quadras devido a uma lesão nas costas.

### Memphis Grizzlies (2020–2021)
Em 6 de fevereiro de 2020, Winslow foi adquirido pelo Memphis Grizzlies em uma troca de três times que também envolveu o Minnesota Timberwolves.
Em 21 de julho, os Grizzlies anunciaram que Winslow havia sofrido uma lesão no quadril durante o treino da equipe e perderia o resto da temporada de 2019-20.

### Los Angeles Clippers (2021–2022)
Em 8 de agosto de 2021, Winslow assinou um contrato de dois anos com o Los Angeles Clippers.

### Portland Trail Blazers (2022–Presente)
Em 4 de fevereiro de 2022, Winslow foi negociado, ao lado de Eric Bledsoe, Keon Johnson e uma escolha de segunda rodada de 2025, para o Portland Trail Blazers em troca de Norman Powell e Robert Covington.
Em 21 de dezembro de 2022, durante uma derrota por 101-98 para o Oklahoma City Thunder, Winslow saiu do jogo com uma lesão no tornozelo esquerdo. Em 26 de dezembro, os Trail Blazers anunciaram que ele havia sido diagnosticado com uma entorse de tornozelo de grau 2 e seria reavaliado em duas semanas. Após o All-Star Game, Winslow recebeu uma segunda opinião sobre sua lesão e foi submetido a um procedimento de aspiração óssea para tratar de mais desconforto em seu tornozelo esquerdo. Em 29 de março, ele foi submetido a uma cirurgia no tornozelo esquerdo.

## Estatísticas da carreira

### NBA

#### Temporada regular
| Ano      | Equipe        | PJ  | PT  | MPJ  | AP   | 3P   | LL   | RT  | AS  | BR  | TO | PPJ  |
| -------- | ------------- | --- | --- | ---- | ---- | ---- | ---- | --- | --- | --- | -- | ---- |
| 2015–16  | Miami         | 78  | 8   | 28.6 | .422 | .276 | .684 | 5.2 | 1.5 | .9  | .3 | 6.4  |
| 2016–17  | Miami         | 18  | 15  | 34.7 | .356 | .200 | .617 | 5.2 | 3.7 | 1.4 | .3 | 10.9 |
| 2017–18  | Miami         | 68  | 25  | 24.7 | .424 | .380 | .635 | 5.4 | 2.2 | .8  | .5 | 7.8  |
| 2018–19  | Miami         | 66  | 52  | 29.7 | .433 | .375 | .628 | 5.4 | 4.3 | 1.1 | .3 | 12.6 |
| 2019–20  | Miami         | 11  | 5   | 32.0 | .388 | .222 | .667 | 6.6 | 4.0 | .6  | .5 | 11.3 |
| 2020–21  | Memphis       | 26  | 1   | 19.5 | .352 | .185 | .571 | 4.5 | 1.9 | .6  | .5 | 6.8  |
| 2021–22  | L.A. Clippers | 37  | 1   | 12.9 | .447 | .172 | .610 | 3.6 | 1.4 | .6  | .5 | 4.2  |
| 2021–22  | Portland      | 11  | 10  | 26.8 | .405 | .270 | .560 | 6.3 | 2.9 | 1.3 | .6 | 10.7 |
| 2022–23  | Portland      | 29  | 11  | 26.8 | .409 | .311 | .714 | 5.0 | 3.4 | 1.0 | .4 | 6.8  |
| Carreira | Carreira      | 344 | 128 | 26.1 | .404 | .265 | .631 | 5.2 | 2.8 | .9  | .4 | 8.6  |

#### Playoffs
| Ano      | Equipe   | PJ | PT | MPJ  | AP   | 3P   | LL   | RT  | AS  | BR | TO | PPJ |
| -------- | -------- | -- | -- | ---- | ---- | ---- | ---- | --- | --- | -- | -- | --- |
| 2016     | Miami    | 13 | 2  | 25.4 | .432 | .278 | .700 | 4.8 | .6  | .6 | .3 | 6.9 |
| 2018     | Miami    | 5  | 0  | 25.0 | .357 | .368 | .706 | 6.6 | 2.6 | .8 | .8 | 9.8 |
| 2021     | Memphis  | 1  | 0  | 3.0  | .000 | .000 | .000 | 1.0 | 1.0 | .0 | .0 | .0  |
| Carreira | Carreira | 19 | 2  | 17.8 | .262 | .215 | .468 | 4.1 | 1.4 | .4 | .3 | 5.5 |

### Universitário
| Ano     | Equipe | PJ | PT | MPJ  | AP   | 3P   | LL   | RT  | AS  | BR  | TO | PPJ  |
| ------- | ------ | -- | -- | ---- | ---- | ---- | ---- | --- | --- | --- | -- | ---- |
| 2014–15 | Duke   | 39 | 39 | 29.1 | .486 | .418 | .641 | 6.5 | 2.1 | 1.3 | .9 | 12.6 |

Fonte:

## Vida pessoal
Winslow é filho de Robin Davis e Rickie Winslow. Seu pai jogou basquete na Universidade de Houston de 1983 a 1987, onde foi membro do famoso time que incluía Hakeem Olajuwon e Clyde Drexler, e foi selecionado pelo Chicago Bulls como a 28º escolha geral no draft da NBA de 1987. Winslow tem três irmãos mais velhos, Cedrick, Brandon e Josh; e uma irmã mais velha, Bianca. Seu irmão, Josh, jogava futebol americano em Dartmouth, enquanto sua irmã, Bianca, era jogadora de basquete em Houston.